# Right About Now: The Official Sucka Free Mix CD
Albums de Talib Kweli
The Beautiful Struggle
(2004) Liberation
(2006)
Singles
1. Flash Gordon
Sortie : 19 octobre 2004
2. Fly That Knot
Sortie : 24 février 2004

Right About Now: The Official Sucka Free Mix CD ou simplement Right About Now est le troisième album studio de Talib Kweli, sorti le 22 novembre 2005.
L'album est parfois considéré comme une mixtape du rappeur bien que deux singles en aient été extraits.
Il s'est classé 3e au Top Independent Albums, 24e au Top R&B/Hip-Hop Albums et 113e au Billboard 200.

## Liste des titres
| No  | Titre                                                                                 | Contient un (des) sample(s) de          | Durée |
| --- | ------------------------------------------------------------------------------------- | --------------------------------------- | ----- |
| 1.  | Right About Now (featuring Dave Chappelle – Produit par 88-Keys)                      | Cafe de Malo                            | 2:59  |
| 2.  | Drugs, Basketball & Rap (featuring Phil da Agony et Planet Asia – Produit par Needlz) |                                         | 4:30  |
| 3.  | Who Got It (featuring 88 Keys, Beef, Joy et Krysta – Produit par Kareem Riggins)      |                                         | 4:27  |
| 4.  | Fly That Knot (featuring MF DOOM et Viveca Hawkins – Produit par The Fyre Dept)       |                                         | 4:08  |
| 5.  | Ms. Hill (featuring Courtney Brown – Produit par Charlemagne et Steven Kang)          | In Other Words de Ben Kweller           | 3:44  |
| 6.  | Flash Gordon (featuring Nine et Tiffany Mynon – Produit par Dave West)                |                                         | 4:11  |
| 7.  | Supreme Supreme (featuring Mos Def – Produit par Charlemagne)                         | Butkus de Bill Conti                    | 4:30  |
| 8.  | The Beast (featuring Papoose – Produit par Keezo Kane)                                | Police Woman de Morton Stevens          | 3:48  |
| 9.  | Roll Off Me (featuring Beef – Produit par J Dilla)                                    |                                         | 4:02  |
| 10. | Rock On (featuring LaToiya Williams – Produit par Midi Mafia)                         |                                         | 3:19  |
| 11. | Where You Gonna Run (featuring Jean Grae – Produit par J. Cardim)                     | Jealous Love de Bobby Womack            | 4:17  |
| 12. | Two & Two (featuring Kendra et Khadijah – Produit par DJ Khalil)                      | Call Me d'Al Hudson & the Soul Partners | 5:45  |

| 13. | Murderous (featuring Kardinal Offishall)                          | 2:40 |
| 14. | So Good (featuring Musiq et Wordsworth – Produit par Kanye West)  | 4:47 |
| 15. | Tryin' to Breath (featuring Killer Mike – Produit par Midi Mafia) | 3:41 |
| 16. | 7:30 (featuring Res – Produit par DJ Quik)                        | 3:58 |